# Bệnh viện Đa khoa Bình Dân (Đà Nẵng)
Bệnh viện đa khoa Bình Dân, Đà Nẵng là một bệnh viện đa khoa có trụ sở tại 376 Trần Cao Vân, chuyên mổ và điều trị bướu cổ, tai biến mạch máu não do Thầy thuốc ưu tú, Bác sĩ chuyên khoa I Vũ Thị Tư Hằng thành lập năm 1996.
Bệnh viện là bệnh viện tư nhân đầu tiên trên phạm vi cả nước và chuyên môn tốt trong việc điều trị bệnh Bướu cổ (áp dụng đề tài "Sử dụng Prorranolon để điều trị Basedow bằng phẫu thuật tức thì").

## Lịch sử
Tiền thân của bệnh viện là Dịch vụ Y tế Miền Trung được thành lập năm 1989 với 25 giường tại 43 Quang Trung, thành phố Đà Nẵng, tỉnh Quảng Nam – Đà Nẵng. Ngày 14/02/1996, bệnh viện Bình Dân được thành lập tại 158 Nguyễn Thị Minh Khai (Đà Nẵng) với 50 giường nội trú và 65 cán bộ nhân viên trên cơ sở Dịch vụ Y tế Miền Trung. Năm 2005, nhằm đáp ứng nhu cầu khám chữa bệnh ngày càng cao, bệnh viện đã xây dựng và di dời về cơ sở mới tại 376 Trần Cao Vân (quận Thanh Khê, Đà Nẵng) với 100 giường bệnh và mang tên mới là Bệnh viện Đa khoa Bình Dân. Từ năm 2006, lãnh đạo bệnh viện đã thành lập pháp nhân mang tên Công ty trách nhiệm hữu hạn Bệnh viện Đa khoa Bình Dân thực hiện quản lý bệnh viện theo mô hình doanh nghiệp.

## Quy mô
Bệnh viện hiện có 100 giường bệnh nội trú, 148 cán bộ nhân viên bao gồm 38 bác sĩ (với 29 bác sĩ có trình độ Tiến sỹ, Thạc sỹ, CKI – CKII), 44 điều dưỡng, 20 kỹ thuật viên, 08 nữ hộ sinh, 02 dược sĩ đại học, 04 dược sĩ trung cấp, 01 dược sĩ sơ cấp.

## Lĩnh vực chuyên môn
| - Nội khoa - Ngoại khoa - Sản phụ khoa - Nhi khoa - Phục hồi chức năng - Vật lý trị liệu - Răng hàm mặt - Tai mũi họng | - Nhãn khoa - Cấp cứu - Y học cổ truyền - Phẫu thuật nội soi các bệnh ổ bụng và tai mũi họng - Phẫu thuật Phaco điều trị đục thủy tinh thể - Phẫu thuật thẩm mỹ - Phẫu thuật bướu cổ (đã tiếp nhận và điều trị hơn 30.000 trường hợp). - Phẫu thuật sỏi hệ tiết niệu. |

## Thành tựu
- Bằng khen của Bộ Y tế là bệnh viện xuất sắc toàn diện 5 năm liên tục[3][5][6][7].
- Siêu cúp thương hiệu mạnh và phát triển bền vững Việt Nam[3][5][7][8].
- Top 100 thương hiệu hàng đầu Việt Nam[3][5][7].
- Top 100 thương hiệu nổi tiếng ASEAN[3][5][7].

Giám đốc bệnh viện được chọn là doanh nhân ưu tú Top 10 Việt Nam, Bông sen vàng Á Đông, Nhân tố mới thời đại Hồ Chí Minh...

## Đóng góp xã hội
Bệnh viện có chế độ miễn giảm viện phí cho người nghèo, đối tượng chính sách. Bệnh viện đã miễn phí hoàn toàn chi phí ca mổ với số tiền 6,6 triệu đồng khi biết được bệnh nhân có hoàn cảnh quá ngặt nghèo. Tính đến nay, bệnh viện đã miễn giảm viện phí cho người nghèo và đối tượng chính sách lên tới 7,4 tỷ đồng. Không những vậy, bệnh viện cũng là đơn vị thường xuyên có các hoạt động từ thiện, nhân đạo rất thiết thực và hiệu quả như khám bệnh, phát thuốc miễn phí cho 1.200 người dân Hội An, khám bệnh phát thuốc miễn phí cho hơn 2.000 người dân ở Gia Lai. Bệnh viện tổ chức các chuyến thăm, tặng 3.000 bộ quần áo và 2 tấn gạo cho trẻ em và đồng bào nghèo ở huyện Thanh Chương, tỉnh Nghệ An…